# Östra Förstaden
Oosten Förstaden was vroeger een wijk in het oosten van de Zweedse stad Malmö. De naam is gevonden op kaarten uit het midden van de jaren 1800, tientallen jaren voordat een stedelijke bouw in onze moderne zin bestond op dit terrein. Het gebied kwam ongeveer overeen met de huidige wijken Slussen, Östervärn en Ellstorp van het stadsdeel Malmö Centre en de wijken Johanneslust, Kirseberg stad, Rostorp, Segevångsgatan, Segemölla en Sege industriële van het stadsdeel Kirseberg. De westelijke delen van het gebied doorkruist de Oost Förstadsgatan.